# Thevet-Saint-Julien

Thevet-Saint-Julien este o comună în departamentul Indre, Franța. În 1 ianuarie 2022 avea o populație de 395 de locuitori.